# Alexandru Diordiță
Alexandru Diordiță (13. září 1911 – 1. dubna 1996) byl moldavský politik, který sloužil jako předseda Rady ministrů Moldavské sovětské socialistické republiky (1958–1970).

## Život
Alexandru Diordiță se narodil 13. září 1911 v Handrabuře v Anan'jevskijským ujezdu. Zemřel 1. dubna 1996 v Moskvě.
Od listopadu 1933 byl zástupcem ředitele Státního odboru pro spoření a půjčky v Tiraspolu. Po krátké studijní stáži (leden - listopad 1935) ve správě finančních oddělení organizovaných v Oděse se v listopadu 1935 vrátil do Tiraspolu na dříve zastávanou funkci.
V září 1936 se zapsal do kurzů Leningradské akademie ekonomických studií, které absolvoval v roce 1938 s kvalifikací ekonoma, specialisty na finance.
V březnu 1938 se stal členem Komunistické strany Sovětského svazu. Později byl jmenován vedoucím rozpočtového oddělení (Narkomfin) v rámci Lidového komisariátu financí Moldavské ASSR. Od září 1939 vede finanční a obchodní sekci Sovětu lidových komisařů Moldavské ASSR.
Po okupaci Besarábie SSSR byl Alexandru Diordiță jmenován zástupcem lidového komisaře pro finance Moldavské SSR. V srpnu 1941 byl zařazen do 161. pluku námořní pěchoty SSSR, který se zúčastnil bojů o obranu Oděsy. Po obsazení Oděsy rumunsko-německými vojsky byl Diordiță jmenován zástupcem ředitele Orenburské hospodářské banky. V březnu 1942 se vrátil jako zástupce lidového komisaře pro finance Moldavské SSR.
V červenci 1946 byl jmenován ministrem financí Moldavské SSR. V roce 1957 absolvoval moskevskou Vyšší stranickou školu pro vyšší sovětské funkcionáře.
Od 23. ledna 1958 do 15. dubna 1970 vykonával Alexandru Diordiță funkci předsedy Rady ministrů (předsedy vlády) Moldavské SSR a současně byl ministrem zahraničních věcí. V tomto období byl také členem předsednictva ÚV Komunistické strany Moldavska.
Alexandru Diordiță byl v letech 1954-1970 pětkrát zvolen poslancem Nejvyššího sovětu SSSR.